# Cyrtodactylus brevipalmatus
Espèce
Synonymes
- Gymnodactylus brevipalmatus Smith, 1923

Cyrtodactylus brevipalmatus est une espèce de geckos de la famille des Gekkonidae.

## Répartition
Cette espèce est endémique de Thaïlande,.

## Publication originale
- (en) Smith, 1923 : Notes on reptiles and batrachians from Siam and Indochina. The Journal of the Natural History Society of Siam, vol. 6, p. 47-53.